# D (компьютерная игра)
D (яп. Dの食卓 Ди: но Сёкутаку) — компьютерная игра в жанре survival horror и квест, выпущенная компанией WARP в 1995 году. Эта игра является первой в серии D и одна из первых, выпущенная данной компанией. В ней содержатся сцены насилия и каннибализма. Игровой процесс был реализован с использованием CGI и FMV; управление персонажем производится от первого лица. Также в D впервые появился протагонист Лаура (англ. Laura), которая является главной героиней игр Enemy Zero и D2.

## Сюжет
Игра начинается с того, что девушка по имени Лаура Харрис получает звонок из полиции Лос-Анджелеса. Ей сообщают, что её отец, доктор Рихтер Харрис, совершил массовое убийство и забаррикадировался в госпитале. Лаура отправляется на место преступления, надеясь найти объяснение такому поступку уважаемого доктора. Полиция просит её войти внутрь и выяснить, в чём дело. Однако когда Лаура входит, она закрывает глаза, а открыв их, обнаруживает, что госпиталь превратился в старый особняк.
Лаура обследует особняк; периодически её посещают видения того, как её мать убивают ножом. Отец Лауры (в виде духа) просит её покинуть это место — быть в нём слишком долго означает остаться в особняке навсегда. Он говорит, что скоро превратится в бездушного монстра, который будет пытаться убить её. Однако Лаура продолжает поиски своего отца, который заточён в самой верхней комнате. В результате отец открывает ей тайну: их семья была основана Дракулой, и в каждом потомке кроется жажда человеческой плоти. Лаура убила и съела свою мать много лет назад, но это происшествие была стёрто из её памяти отцом. По мере того, как доктор Харрис начинает превращаться в вампира, Лаура должна сделать выбор: убить или быть убитой. Существует четыре возможные концовки, зависящие от действий игрока:
- Время вышло. Если игрок не успевает закончить игру за 2 часа, дорога в реальный мир будет закрыта. На экране появится сообщение: «Ваше время вышло. Пожалуйста, попробуйте ещё раз» (англ. Out of Time. Please Try Again.).
- Плохая концовка. Если игрок приближается к отцу Лауры и не убивает его, экран постепенно затемняется и начинаются титры. На заднем плане слышно, как отец поедает Лауру.
- Хорошая концовка. Если Лаура застрелит своего отца из револьвера, который она нашла ранее, он умрёт и трансформация прервётся. Лаура обнимает своего умирающего отца. Он признаётся, что не остановил трансформацию из научного любопытства и благодарит дочь за то, что она сделала это за него. После смерти доктора реальность, созданная его разумом, исчезает, и Лаура вновь оказывается в госпитале. После титров появится сообщение о том, что игрок может попробовать пройти игру ещё раз для поиска пропущенных сцен.
- Лучшая (100 %) концовка. По мере прохождения игры, игрок находит скарабеев в различных местах. Если они все собраны, то в финальных титрах будет также слышен плач ребёнка (при «хорошей» концовке).

## Разработка
Создание игры D для 3DO Interactive Multiplayer началось в 1994 году. Разработчики компании WARP использовали только три компьютера Amiga для создания трёхмерных визуальных эффектов.
Так как сюжетная линия и FMV-ролики были более страшными, чем у других игр, изданных до этого, руководителю проекта Кэндзи Иино пришлось пойти на хитрость. Изначально игра создавалась безо всякого сюжета, и Иино держал его в секрете даже от других членов команды. Когда разработка была закончена, он отправил D на проверку (без сюжета и сцен насилия). Он намеренно отправил мастер-диск производителям в США позднее — таким образом, проверку прошла версия без сцен насилия, а в производство поступила финальная версия игры и D не подвергалась цензуре.
Хотя игра очень хорошо продавалась в Японии, в США она сначала не получила популярности. Тем не менее, Acclaim не только портировала игру на Sega Saturn, Sony PlayStation и PC, но и локализовала все три версии для продажи в США и Европе. Хотя каждая из этих версий хорошо продавались, Sony не удалось выпустить достаточно копий игры для PlayStation — предзаказов было сделано больше. В результате было продано менее трети от прогнозированного количества. Кэндзи Иино прокомментировал это так:
Когда мы выпускали D для PlayStation… работники отдела продаж собрали заказы на 100 000 копий игры, но Sony установила более высокие приоритеты для производства других своих игр. Поэтому Sony сообщила, что было произведено только 40 000 копий… Но потом, в результате, выяснилось, что на самом деле произведено только 28 000 копий, что, конечно, очень плохо. Таким образом, было собрано 100 000 заказов, но Sony не смогла произвести достаточно копий. Я был очень расстроен из-за этого, ведь одна такая игра для небольшой компании — это очень важно. И если эта игра плохо продаётся, это очень плохо для компании…

WARP отомстила Sony, выпустив игры Real Sound: Kaze no Regret и (более знаменитую) Enemy Zero эксклюзивно для Sega Saturn.

## Отзывы и критика
В целом игра была воспринята критиками положительно, но, как и многие другие игры, использовавшие для геймплея FMV, она опередила своё время. Так, Game Informer внёс D в список самых плохих игр-ужастиков всех времён.